# Monocesta zona
Monocesta zona es una especie de insecto coleóptero de la familia Chrysomelidae.
Fue descrita científicamente en 1800 por Illiger.